# 蓮泉寺
蓮泉寺(れんせんじ)は、兵庫県神崎郡市川町にある、日蓮宗の寺院。旧本山は、大本山妙顕寺。親師法縁。

## 縁起
蓮泉寺は、寛文11年(1671年)10月13日に、京都の本法寺17世 日休上人の弟子である、智境院日演上人により創立された。蓮泉寺が建った場所は、山号寺号が残る真言宗の寺院の旧跡で、後藤八郎太夫の田地となっていたが、八郎太夫は一宗の道場となることを有りがたく思い、残らず土地を捧げた。日演上人が本法寺17世 日休上人の弟子であったことから、元は本法寺末であったが、門中融和のために、妙顕寺の末寺となり、妙顕寺の日空上人より承諾の書類を下された。日演上人は、時の姫路城主 松平大和守直矩公と懇親が深く、嫡子に恵まれなかった直矩公に対し、世継ぎ誕生の為に、当山の鬼子母神様信仰を進め、男子誕生という功徳によって、山林を賜わったことが縁起録ならびに直矩公の位牌に記されている。

## 智境院日演上人
- 京都本法寺17世 日休上人の弟子
- 永寿寺(姫路五軒邸妙国寺の付近にあったが松平大和守の移封により現在は、埼玉県前橋市に)の2世
- 京都 東山檀林の13世化主
- 京都 勝光寺5世
- 蓮泉寺開山

## 伽藍
- 山門
- 本堂 - 元禄4年(1691年)建立。明治14年(1881年)再建
- 鐘楼堂 - 宝暦5年(1755年)の建立で、梵鐘は昭和48年(1973年)に再鋳
- 庫裏
- 書院

## 像師会
弘安5年（1282年）10月11日（日蓮聖人が亡くなる前々日）、日蓮聖人は13歳の経一丸（後の日像上人）を枕元に呼び「私は京都の天子様に法華経の教えを申し上げたいと念願していたが、それもかなわぬ夢となってしまった。経一丸よ 名を日像と改め、立派な僧となって、京へ上り、私の望みを果たして下さい。」と、帝都弘経（京都に法華経を弘める）を託した。
日蓮の遺命を受けた日像は、学問・修行に励み、永仁2年（1294年）に京都に入り布教をした。他宗派から幾たびも迫害を受けてしばしば京都から追放されたが、元亨元年（1321年）ついに布教の勅許を受けた。
像師会とは、日像の恩に報いる法要で、門中寺院8ヶ寺にて輪番で像師会法要を勤めている。
像師会輪番寺院(輪番順)
- 栄昌山妙法寺(神崎郡福崎町)
- 妙法山蓮華寺(神崎郡福崎町)
- 能養山醍醐寺(姫路市香寺町)
- 水船山善随寺(姫路市夢前町)
- 日請山蓮泉寺(神崎郡市川町)
- 帰命山日啓寺(神崎郡神河町)
- 高徳山延壽寺(神崎郡市川町)
- 琢琳山石妙寺(神崎郡市川町)

## 交通アクセス
鉄道
JR播但線甘地駅より北西へ徒歩１０分
自動車
播但連絡自動車道市川南インターより北西へ１０分